# Trofeo Indoor di Formula 1 1988
Il Trofeo Indoor di Formula 1 1988 fu la prima edizione di questa manifestazione motoristica. Si tenne il 7 e 8 dicembre 1988, presso un circuito allestito all'interno del comprensorio fieristico di Bologna, quale evento del Motor Show. La vittoria venne conquistata dal pilota spagnolo Luis Pérez-Sala su Minardi-Ford Cosworth.

## Piloti e scuderie
Nicola Larini rappresentò l'Osella, così come aveva fatto nella stagione 1988. La Minardi iscrisse Pierluigi Martini e l'unico pilota non italiano in gara, lo spagnolo Luis Pérez-Sala. L'iberico aveva corso per la casa faentina l'intera stagione mentre Martini aveva rimpiazzato Adrián Campos dopo il Gran Premio di Detroit.
L'EuroBrun, che schierò in stagione Oscar Larrauri e Stefano Modena, iscrisse Fabrizio Barbazza, che fino a quel momento non aveva mai guidato una vettura di Formula 1 in un gran premio. La BMS Scuderia Italia, che utilizzava una vettura Dallara, venne rappresentata da Alex Caffi, pilota della stagione.
Partecipò all'evento anche la FIRST, scuderia italiana partecipante all'International Formula 3000. La vettura iscritta, una monoposto di Formula 3000, venne guidata da Gabriele Tarquini, che aveva corso per la casa italiana nel campionato di F3000 nel 1987, ma che all'epoca era un pilota di F1 con l'AGS.

### Tabella riassuntiva
| Team                  | Costruttore | Telaio | Motore                   | Gomme | Piloti            |
| --------------------- | ----------- | ------ | ------------------------ | ----- | ----------------- |
| BMS Scuderia Italia   | Dallara     | 188 A  | Ford Cosworth DFZ 3.5 V8 | G     | Alex Caffi        |
| EuroBrun              | EuroBrun    | ER188  | Ford Cosworth DFZ 3.5 V8 | G     | Fabrizio Barbazza |
| First Racing          | FIRST       | 188    | Judd                     |       | Gabriele Tarquini |
| Lois Minardi Team SpA | Minardi     | M188   | Ford Cosworth DFZ 3.5 V8 | G     | Pierluigi Martini |
| Lois Minardi Team SpA | Minardi     | M188   | Ford Cosworth DFZ 3.5 V8 | G     | Luis Pérez-Sala   |
| Osella Squadra Corse  | Osella      | FA1/L  | Osella 890T 1.5 V8T      | G     | Nicola Larini     |

## Prove

### Risultati
| Pos | Pilota            | Costruttore            | Tempo       | Gap   |
| --- | ----------------- | ---------------------- | ----------- | ----- |
| 1   | Alex Caffi        | Dallara-Ford Cosworth  | 57"13       |       |
| 2   | Luis Pérez-Sala   | Minardi-Ford Cosworth  | 57"17       | +0"04 |
| 3   | Nicola Larini     | Osella                 | 59"68       | +2"55 |
| 4   | Fabrizio Barbazza | EuroBrun-Ford Cosworth | 1'02"01     | +4"88 |
| 5   | Gabriele Tarquini | First-Judd             | 1'02"31     | +5"18 |
| 6   | Pierluigi Martini | Minardi-Ford Cosworth  | senza tempo |       |

## Gara

### Resoconto
Le gare si svolsero secondo lo schema della sfida testa a testa. I sei piloti vennero accoppiati in tre eliminatorie. Passarono il turno, come da pronostico, Caffi, Martini e Perez-Sala.  Anche Larini, il migliore tra gli sconfitti, passò in semifinale per completare il quadro dei quattro qualificati.
Larini venne sconfitto in semifinale da Perez-Sala, mentre Caffi eliminò a sorpresa Martini. In finale s'impose lo spagnolo Perez-Sala.

### Risultati
|  | Primo turno       | Primo turno       | Primo turno       |                   |                 | Semifinali | Semifinali | Semifinali |  |  | Finale | Finale | Finale |  |
|  |                   |                   |                   |                   |                 |            |            |            |  |  |        |        |        |  |
|  | Italia (bandiera) | Alex Caffi        |                   |                   |                 |            |            |            |  |  |        |        |        |  |
|  | Italia (bandiera) | Alex Caffi        |                   |                   |                 |            |            |            |  |  |        |        |        |  |
|  | Italia (bandiera) | Nicola Larini     |                   |                   |                 |            |            |            |  |  |        |        |        |  |
|  | Italia (bandiera) | Nicola Larini     |                   | Italia (bandiera) | Alex Caffi      |            |            |            |  |  |        |        |        |  |
|  |                   |                   |                   | Italia (bandiera) | Alex Caffi      |            |            |            |  |  |        |        |        |  |
|  |                   |                   | Italia (bandiera) | Pierluigi Martini |                 |            |            |            |  |  |        |        |        |  |
|  | Italia (bandiera) | Pierluigi Martini | Italia (bandiera) | Pierluigi Martini |                 |            |            |            |  |  |        |        |        |  |
|  | Italia (bandiera) | Pierluigi Martini |                   |                   |                 |            |            |            |  |  |        |        |        |  |
|  | Italia (bandiera) | Gabriele Tarquini |                   |                   |                 |            |            |            |  |  |        |        |        |  |
|  | Italia (bandiera) | Gabriele Tarquini | Alex Caffi        |                   |                 |            |            |            |  |  |        |        |        |  |
|  |                   |                   |                   |                   |                 |            |            |            |  |  |        |        |        |  |
|  |                   |                   | Luis Pérez-Sala   |                   |                 |            |            |            |  |  |        |        |        |  |
|  | Spagna (bandiera) | Luis Pérez-Sala   |                   |                   |                 |            |            |            |  |  |        |        |        |  |
|  | Spagna (bandiera) | Luis Pérez-Sala   |                   |                   |                 |            |            |            |  |  |        |        |        |  |
|  | Italia (bandiera) | Fabrizio Barbazza |                   |                   |                 |            |            |            |  |  |        |        |        |  |
|  | Italia (bandiera) | Fabrizio Barbazza |                   | Spagna (bandiera) | Luis Pérez-Sala |            |            |            |  |  |        |        |        |  |
|  |                   |                   |                   | Spagna (bandiera) | Luis Pérez-Sala |            |            |            |  |  |        |        |        |  |
|  |                   |                   | Italia (bandiera) | Nicola Larini     |                 |            |            |            |  |  |        |        |        |  |